# Chuyến bay 2100 của Bek Air
Chuyến bay 2100 của Bek Air là chuyến bay chở khách nội địa của hãng Bek Air từ Almaty đến Nur-Sultan, Kazakhstan trên chiếc Fokker 100, đã bị rơi vào ngày 27 tháng 12 năm 2019  khi đang cất cánh từ sân bay quốc tế Almaty. Mười bốn người đã thiệt mạng và 66 người bị thương nặng theo báo cáo ban đầu, một trong những người sống sót ban đầu đã chết trong bệnh viện mang đến tổng số tử vong là 15 người. Tuy nhiên, số người chết sau đó đã được điều chỉnh xuống còn 12 mà không có bất kỳ lời giải thích nào. Chính quyền địa phương đã bắt đầu điều tra và hàng loạt báo cáo đang được xử lý. Số người chính xác trên chuyến bay không được xác định ngay lập tức.

## Chiếc máy bay
Máy bay liên quan trong vụ tai nạn là một chiếc Fokker 100 được chế tạo vào năm 1996 và đã bay phục vụ trong các hãng hàng không khác như Formosa Airlines, Mandarin Airlines, Contact Air và OLT Express Germany trước khi tham gia đội bay của Bek Air năm 2013 với ký hiệu UP-F1007.
Máy bay đã được Kam Air thuê vào tháng 9 năm 2016 sau đó quay trở lại phục vụ Bek Air. Máy bay cũng đã được Safi Airways thuê vào tháng 2 năm 2017, quay trở lại Bek Air, sau đó cho Air Djibouti thuê vào tháng 12 năm 2018, trước khi được trả lại. Máy bay vẫn hoạt động cho hãng Bek Air cho đến ngày xảy ra tai nạn. Các giấy chứng nhận đủ điều kiện bay của máy bay đã được gia hạn vào ngày 22 tháng 5 năm 2019.

## Tai nạn
Chuyến bay 2100 của Bek Air trên chiếc Fokker 100, đã đâm vào một tòa nhà ngay sau khi cất cánh từ sân bay quốc tế Almaty ở Kazakhstan. Máy bay cất cánh từ đường băng 05R và bị mất độ cao ngay sau khi cất cánh. Theo báo cáo nó đã quay sang bên phải và đâm vào một hàng rào bao quanh, trước khi va chạm vào tòa nhà hai tầng nằm trong một khu dân cư gần đường ray vành đai, thời gian diễn ra tai nạn vào khoảng 7:22 sáng giờ địa phương. Phần mặt trước của máy bay đã tách lìa ra khỏi thân máy bay chính, chịu thiệt hại đáng kể trong khi phần đuôi bị gãy ở phía sau. Ít nhất 12 người, bao gồm cả phi cơ trưởng đã thiệt mạng và hàng chục người khác bị thương. Các hành khách bao gồm 85 người lớn, 5 trẻ em và 3 trẻ sơ sinh.
Một người sống sót là doanh nhân Aslán Nazarliév, người trên chuyến bay, tuyên bố rằng ông đã nhìn thấy băng trên cánh máy bay. Trong một cuộc nói chuyện qua điện thoại, ông kể: "Khi chúng tôi cất cánh, máy bay bắt đầu rung lắc rất mạnh và tôi biết rằng nó sẽ rơi... Tất cả những người bước lên cánh đều ngã, vì cánh có băng. Tôi không thể nói rằng [trước khi cất cánh] đôi cánh không được phun chất chống đông, nhưng thực tế là có băng." Nhiệt độ tại thời điểm được báo cáo là −12 °C (10 °F). Tầm nhìn cũng giảm, với sương mù dày đặc gần hiện trường.

## Hậu quả
Theo Thư ký báo chí Berik Uali của Tổng thống Kazakhstan là Kassym-Jomart Tokayev, ông đã tuyên bố vào ngày hôm sau, 28 tháng 12, một ngày quốc tang trên cả nước và nói rằng "tất cả những người chịu trách nhiệm sẽ bị trừng phạt nghiêm khắc theo luật pháp". Chính quyền Kazakhstan đã đình chỉ mọi chuyến bay của Bek Air sau vụ tai nạn.